# Yves (Charente Marítimo)
 Yves  es una población y comuna francesa, situada en la región de Nueva Aquitania, departamento de Charente Marítimo, en el distrito de Rochefort y cantón de Rochefort-Nord.

## Demografía
| 514 | 504 | 531 | 807 | 893 | 1057 |
| Para los censos de 1962 a 1999 la población legal corresponde a la población sin duplicidades (Fuente: INSEE [Consultar]) |     |     |     |     |      |